# Мосешвили, Ясон Павлович
Ясон Павлович Мосешвили (груз. იასონ პავლეს ძე მოსეშვილი, 1876, село Губи, Кутаисский уезд — 1968, Тбилиси) — грузинский учёный в области химии и педагог высшей школы.

## Биография

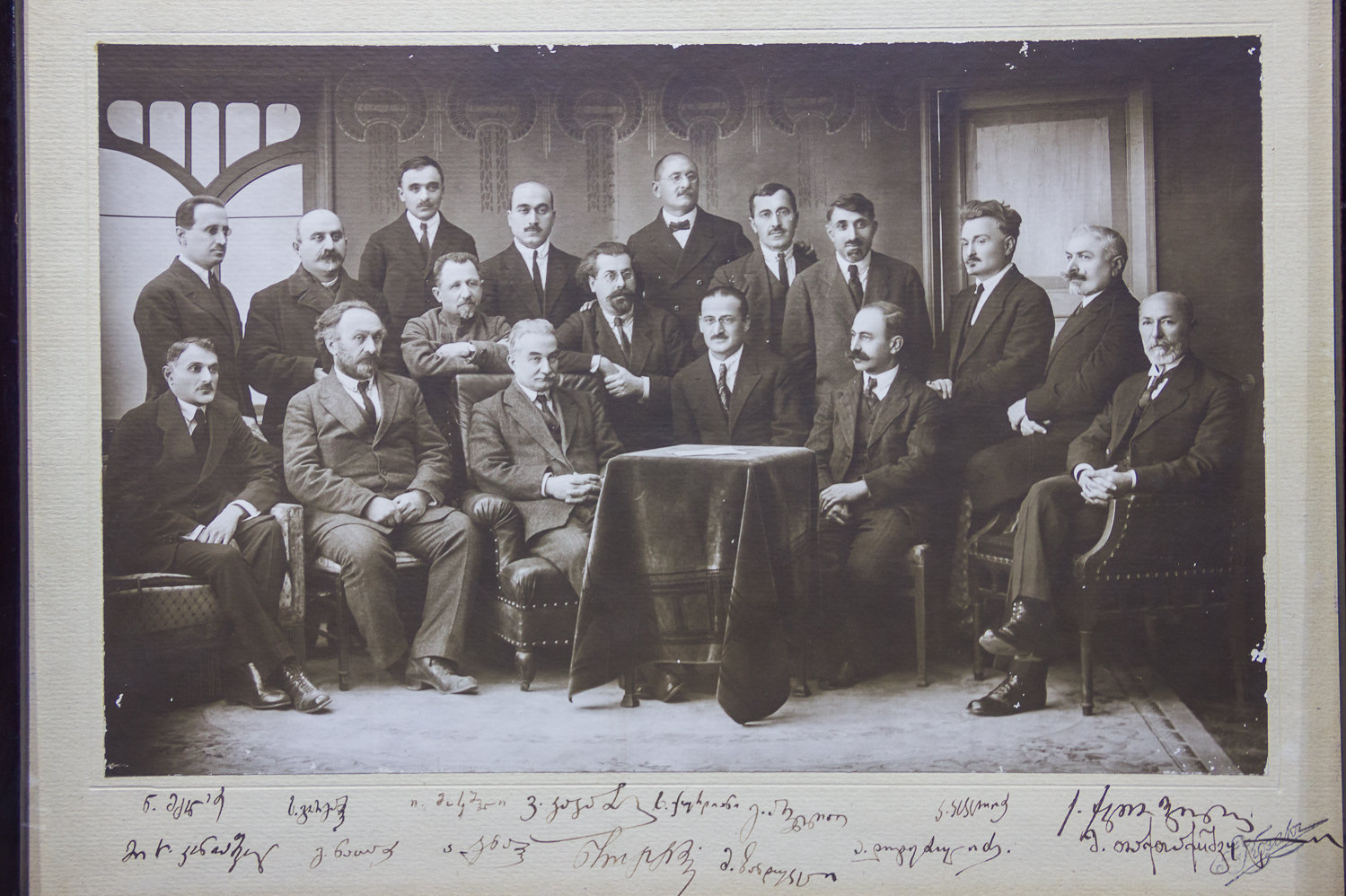
1918. Группа профессоров — основателей Тбилисского университета. Мосешвили стоит третий слева. В первом ряду третий слева — Иване Джавахишвили

В 1902 году окончил физико-математический факультет Новороссийского университета в Одессе, специализировался в химии; в 1913—1914 годах был штатным лаборантом при химической лаборатории там же, приват-доцент.
В 1919 году получил приглашение в Тифлисский государственный университет и возглавил кафедру неорганической химии, где проработал до 1965 года. Профессор (1920).
Одним из первых начал преподавать неорганическую и аналитическую химию в Грузии. Исследовал распространение микроэлементов на территории Грузии (камни, почва, вода).
Награждён государственным орденом и медалями.